# Kehraus (Film)
Kehraus ist ein satirischer deutscher Spielfilm aus dem Jahr 1983 über die Praktiken der Versicherungen gegenüber ihren Kunden, das Verhalten der Chefs eines solchen Konzerns gegenüber den Mitarbeitern sowie das ausgelassene Treiben im Fasching. Fast alle Szenen stellen in aller Schärfe Schwächen und Niederträchtigkeiten der handelnden Personen dar. Trotzdem endet der Film versöhnlich: Die weibliche und männliche Hauptperson finden zueinander. Der Filmtitel leitet sich vom Kehraus ab.

## Handlung
Der Gabelstaplerfahrer Ferdinand Weitel bekommt am Rosenmontag vom Versicherungsvertreter Arno von Mehling, der ihn zuhause aufgesucht hat, einige weitgehend überflüssige Versicherungspolicen aufgeschwatzt. Gleich nach dessen Weggang folgt bei Weitel die Ernüchterung, da die Beitragszahlungen fast die Hälfte seines Nettogehaltes kosten würden. Er ruft in der Versicherung an und erfährt von der Mitarbeiterin Annerose Waguscheit, dass er zur Stornierung des einen oder anderen Vertrages an einem Dienstag oder Donnerstag persönlich „im 6. Stock“ vorbeikommen müsste. An diesem Dienstag ist Faschingsdienstag, und keiner der Mitarbeiter denkt an Arbeit. Herr von Mehling, der finanziell völlig am Ende ist, will seine Provisionen nicht verlieren und versucht daher, Weitel aus dem Weg zu gehen.
Keiner aus dem 6. Stock weiß, dass der Vorstand die Mitarbeiter schon seit längerer Zeit durch eine Überwachungskamera beobachtet und aus Einsparungsgründen etliche entlassen will, weil zu wenig effektiv gearbeitet wird. Zufälligerweise schafft es Herr Weitel, der spaßeshalber von Herrn Deutelmoser „in den 13. Stock“ zum Vorstand geschickt worden ist, durch die Codekarten-gesicherte Tür in das Vorstandszimmer zu kommen. Dort gerät er durch Zufall bei seiner Suche nach Herrn von Mehling in die Vorstandssitzung, bei der gerade „Live-Einblendungen“ der Überwachungskamera gezeigt werden. Ein Sicherheitsmann wirft ihn kurz darauf hinaus. Weitel taucht erneut im Büro von Frau Waguscheit auf und ist sichtlich ungehalten, da er ahnt, dass sich von Mehling vor ihm versteckt. Aus dem, was Ferdinand Weitel gesehen hat, kann Frau Waguscheit die Existenz und den Ort der versteckten Kamera im Büroraum rekonstruieren: Sie setzen die Kamera mit einem angebissenen Faschingskrapfen außer Funktion. Aus Sympathie verrät Frau Waguscheit Herrn Weitel im Weggehen, dass er von Mehling am Abend auf einem Faschingsball finden könne. Aber auf welchem?
Ein paar Stunden später klingelt ein weiterer, allerdings bemitleidenswert erfolgloser Versicherungsvertreter namens Rösner Weitels Mietshaus ab. Von ihm erfährt Weitel immerhin, dass es sich um den Ball „Traumpolice“ handelt. Ohne Eintrittskarte für den Ball wird er von Frau Waguscheit, die er beim Eingang trifft, kurzerhand als „ihr Mann, Personalchef Dr. Berzelmeier“, der „auf der Liste steht“, ausgegeben; so kommt er doch hinein. Nach einigem Hin und Her treffen die Mitarbeiter des „6. Stocks“ zusammen mit Herrn Weitel auf den Vorstand, der ausgelassen feiert und den Mitarbeitern eher beiläufig eröffnet, dass sie alle wegen „chronischen Leistungsmangels“ entlassen seien. Alle Mitarbeiter sind schockiert; Herr von Mehling erleidet einen Herzanfall, der als Zorro maskierte Mitarbeiter Wandrey, der sich für den Zuschauer inzwischen als Sonderling mit Hang zu Wehrmachtsutensilien herausgestellt hat, rastet aus und schießt mit einer scharfen Waffe um sich, wobei der Kronleuchter herunterfällt. Die Gäste verlassen in Panik den Saal, und die Veranstaltung nimmt ein abruptes Ende. Ferdinand Weitel und Annerose Waguscheit entdecken ihre gegenseitige Sympathie, und „Rosi“ fährt schließlich, statt zu ihrer Mutter, mit der Trambahn zusammen mit „Ferdl“ heim zu ihm. Sie verspricht ihm, am nächsten Tag die Unterlagen seiner unterschriebenen Versicherungsverträge verschwinden zu lassen.

## Kritiken
- Der Spiegel: „Kehraus“ bringt die Polt-Welt nun in ein dramaturgisch festes Gefüge, eine Welt so kalt wie das Land, in dem ein anderer Bayer Ananas pflanzen wollte, bevölkert von Leuten, die sich in herzlichem Bayrisch infam traktieren und deren Seelen von Frost- und Frustbeulen deformiert sind. Es ist eine Komödie aus lauter kleinen Tragödien. Sie spielt im Milieu der Angestellten, in einer Versicherungsgesellschaft namens „Fidelitas“, und sie ist auch ein beißender Sozialreport über Menschen im Pump- und Hebelwerk der Hierarchie.[1]

- Lexikon des internationalen Films: Bittere Farce auf die Ohnmacht des kleinen Mannes gegenüber einer profitorientierten Bürokratie. Hinter den oft dumpf, makaber und vulgär anmutenden Ausdrucksmitteln verbergen sich ernstzunehmende Gesellschaftskritik und humane Absicht.[2]

- Münchner Merkur: Dieser Kinofilm zeigt den besten Polt den es je gab. Es ist eine geglückte Mischung aus herber Sozialsatire, tragikomischer Valentinade und herrlichem Verwechslungs-Slapstick.

## Auszeichnungen
Das Drehbuch wurde 1984 mit dem Deutschen Filmpreis in Gold ausgezeichnet.
Gerhard Polt bekam 1984 für seine komödiantische Leistung den Ernst-Lubitsch-Preis.

## Trivia
- Gedreht wurde laut Drehbuch vom 19. April bis 27. Mai 1983.
- Die Innen- und Außenaufnahmen von der „Fidelitas Assecuranz“ entstanden im ESG-Bürokomplex am Vogelweideplatz in München-Steinhausen. Die Gebäude wurden 2015 abgerissen für Neubauten, die 2019 eröffnet wurden.
- Parallelen gibt es zu Polts Humoresken-Reihe Fast wia im richtigen Leben: Zur Episode „Vertreterschulung“ (aus der 7. Folge, 1982), in der in einem Rollenspiel Versicherungsvertreter in pedantischer Manier auf den Besuch beim Kunden vorbereitet werden. In dieser Episode tauchen auch der Vertreter „Rösner“ (ebenfalls von Erhard Kölsch gespielt) und sein Kollege „Gropper“ (gespielt von Wolfgang Gropper) auf. Ebenfalls thematisch verwandt ist die Humoreske „Heut hau’n wir auf die Pauke“, in der ein stark betrunkener Faschingsprinz auf der Feier eines Bankhauses auftreten soll, sich jedoch kaum bewegen kann. Die beiden Kehraus-Garderobenfrauen Demmler und Humpel unterhalten sich über besonders prekäres Übel, das ihren Bekannten widerfahren ist (Episode „Katastrophen“ aus Fast wia im richtigen Leben).
- Im Film werden mehrere fiktive Faschings-Schlager eingespielt: „Isch bin enne Vampir“ (Vampir Song),[3] „Heut hau’n wir auf die Pauke“ (aus der gleichnamigen Episode aus Fast wia im richtigen Leben), „Ich esse Rindsbratwurst“, „Im Böhmerwald, da ist es kalt“, die sich durch ausgesprochen sinnlose Texte auszeichnen, was ebenfalls als Persiflage auf den Fasching gemeint ist.
- Vom Vampir Song haben die Höhner 1989 unter dem Namen „Ich bin 'ne Vampir“ eine Coverversion mit verändertem Text herausgegeben.
- Eine Hörspielvariante kam ebenfalls auf den Markt, wobei die Rollen teilweise abweichend zum Film besetzt waren (u. a. mit Ruth Drexel und Hans Brenner).
- Nicht alle Szenen des Drehbuchs wurden im Film ganz gezeigt. Beispielsweise spricht laut Buch Weitel noch länger mit Berzelmeier, Heinzel und Rüden bei seinem Hereinplatzen in den 13. Stock, und Waguscheit erlebt auf ihrem Weg zum Ball pöbelnde Motorradrocker.

## Buch
- Hanns Christian Müller, Gerhard Polt, Carlo Fedier: Kehraus, Drehbuch, Heyne, München 1987, ISBN 3-453-01921-0.
- Gerhard Polt, Gisela Schneeberger, Ruth Drexel, Hans Drahn, Hans Brenner: Kehraus, Hörbuch – 2 CDs Der Hörverlag, München 2010, ISBN 978-3-86717-558-6 (Produktion von Bayern 2 1981).